# Wild Side (1995)
Wild Side (Alternativtitel: Wild Side – Doppeltes Spiel; Originaltitel: Wild Side) ist ein US-amerikanischer Thriller von Donald Cammell aus dem Jahr 1995.

## Handlung
Alex Lee ist eine Angestellte einer Bank in San Francisco. Sie muss einen hohen Hypothekenkredit abbezahlen. Ihr Chef drängt sie dazu, dass sie einen ihrer Kunden in der Freizeit begleitet, obwohl klar ist, dass der Kunde Sex haben will. Lee arbeitet daraufhin nebenberuflich als Prostituierte, sie ist ihren Kunden als Johanna bekannt. Als Vertretung für eine Kollegin besucht sie den Unternehmer Bruno Buckingham, mit dem sie sich daraufhin regelmäßig trifft. Sie lernt seine Ehefrau Virginia Chow kennen, mit der sie eine lesbische Affäre beginnt.
Buckinghams Fahrer Tony erweist sich als ein verdeckt ermittelnder FBI-Agent. Er verlangt von Lee, dass sie ihm bei den Ermittlungen hilft, und droht ihr, sie wegen Prostitution zu belangen.
Buckingham verlangt von Lee, dass diese ihm beim Verwischen der Spuren einer Finanztransaktion hilft. Lee enttarnt Tony. Buckingham flieht; er will Lee und seine Frau mitnehmen, aber die Frauen entkommen ihm. Alex und Virginia fahren gemeinsam nach Mexiko.

## Synchronisation
Die Deutsche Fassung entstand bei der Hermes Synchron GmbH in Potsdam. Das Dialogbuch schrieb Ronald Nitsche. Er führte auch Regie im Synchronstudio und war auch als Sprecher für Steven Bauer im Einsatz.
| Darsteller         | Rolle              | Synchronsprecher |
| ------------------ | ------------------ | ---------------- |
| Christopher Walken | Bruno Buckingham   | Norbert Gescher  |
| Steven Bauer       | Tony               | Ronald Nitschke  |
| Anne Heche         | Alex Lee / Johanna | Martina Treger   |
| Richard Palmer     | Cop Driver         | Matthias Klages  |
| Allen Garfield     | Dan Rackman        | Roland Hemmo     |
| Zion               | Hiro Skampto       | Hans Nitschke    |
| Marcus Aurelius    | James Reed         | Tilo Schmitz     |
| Adam Novak         | Lyle Litvak        | Hans Hohlbein    |
| Ian Johnson        | Philip Hamlin      | Bodo Wolf        |
| Lewis Arquette     | The Chief          | Lothar Blumhagen |
| Joan Chen          | Virginia Chow      | Claudia Lehmann  |

## Kritiken
Kritiker Dennis Schwartz urteilte, der Film sei ein „umständlich ausgeführter Erotik-Thriller, der von seiner Verworrenheit und Absurdität lebt“. „Die Handlung und die Charaktere sind schwach gezeichnet“. Der Film wurde nach dem Suizid des Regisseurs nach der ersten Kinovorführung schlecht geschnitten, weil man nicht wusste, wie mit den Perversionen, provokativen Nervenkitzeln, massiven Angriffen auf den Konsumismus, der Ansicht, die Polizisten seien noch weniger ethisch als die Gauner, die sie verfolgen, oder Botschaften über Sex als Machttrip umgehen sollte. Nach den Fernsehausstrahlungen ließen Frank Mazzola und China Kong, die Witwe des Regisseurs, 25 Minuten davon wieder herstellen, um ihn Cammells ursprünglicher Vision näher zu bringen.
Die Zeitschrift TV direkt 4/2007 bezeichnete den Film als „übliche Fleischbeschau“.

„Eine an den Haaren herbeigezogene Geschichte, die in erster Linie dazu dient, breit ausgespielte Sexszenen unterbringen zu können. Auch die deutsche Synchronisation schlägt überdeutlich in diese Kerbe.“

## Hintergrund
Der Film wurde in Long Beach (Kalifornien) gedreht. Er wurde in den meisten Ländern auf Video veröffentlicht. Am 14. Oktober 2000 wurde er auf dem Rio International Film Festival gezeigt.